# Préférence
Préférence är ett kortspel som förekommer i ett antal olika varianter i Österrike och i östra Europa. Det är ett sticktagningsspel för tre deltagare och spelas med en lek med 32 kort (tvåor till och med sexor saknas). Spelets namn kommer av det franska ordet préférence, vilket betyder "företräde" och syftar på att en kortfärg äger företräde framför en annan i budgivningen. Rangordningen mellan färgerna i österrikisk préférence är uppifrån räknat hjärter, ruter, spader och klöver, men det finns flera regionala varianter på ordningen.
Innan spelet börjar satsar deltagarna en överenskommen summa, vanligen i kontanter, i potten. Spelarna får i given tio kort var; de två resterande korten utgör en talong. Genom budgivning utses en spelförare som får byta kort med talongen och som spelar mot de båda andra och då måste vinna minst sex stick. Betalning görs från potten för hemspelade bud, medan misslyckat spel innebär böter till potten. Också motspelarna är tvungna att vinna ett förutbestämt antal stick var för att undvika böter. En spelomgång är slut när potten är tömd. 
Detta spel ska inte förväxlas med ett annat spel, som också kan gå under benämningen préférence, det svenska kortspelet priffe.